# Darren McGavin
Darren McGavin, född 7 maj 1922 i Spokane i Washington, död 25 februari 2006 i Los Angeles i Kalifornien, var en amerikansk film- och TV-skådespelare.

## Filmografi (urval)
- 1951 – Trummor i fjärran
- 1955 – Sommarens dårskap
- 1955 – Alfred Hitchcock presenterar (TV-serie) (två avsnitt)
- 1955 – Mannen med den gyllene armen
- 1955 – En mans myteri
- 1974–1975 – Kolchak: The Night Stalker (TV-serie) (20 avsnitt)
- 1977 – Haveriplats: Bermudatriangeln
- 1980 – Hangar 18
- 1983 – En julberättelse
- 1984 – Den bäste (ej krediterad)
- 1985 – Turk 182!
- 1986 – Hårda bud
- 1987 – From the Hip
- 1988 – Dödlig hetta
- 1989 – Jorden runt på 80 dagar (miniserie)
- 1989–1992 – Murphy Brown (TV-serie) (fyra avsnitt)
- 1990 – Captain America
- 1995 – Billy Madison
- 1998–1999 – Arkiv X (TV-serie) (två avsnitt)